# Le Blues de Moho
Moho House est le titre d'un épisode de la série télévisée d'animation Les Simpson. Il s'agit du vingt-et-unième épisode de la vingt-huitième saison et du 617e épisode de la série. Il est diffusé pour la première fois le 7 mai 2017 aux États-Unis.

## Synopsis
Un dimanche soir, Homer rentre à nouveau en retard après avoir fait un détour par la Taverne de Moe et Marge, furieuse et déçue, désespère de le voir changer un jour ses habitudes. Le lendemain, alors que Marge est venue apporter à son mari son déjeuner sur son lieu de travail, Mr Burns retrouve Nigel, un ancien camarade de classe, à qui il fait visiter la centrale. À la suite d'une discussion sur le grand amour, auquel Nigel affirme ne pas croire, les deux hommes font un pari après avoir vu Homer et Marge se câliner en visionnant les caméras de surveillance : Mr Burns recevra 5 millions de livres sterling de la part de son ami si celui-ci prouve sa théorie en séparant le couple.
Nigel met son plan à exécution en contraignant Homer à prendre un verre avec lui à la Taverne de Moe, ce qui pousse Marge, restée seule à la maison, à sérieusement envisager de rompre avec son mari. Par ailleurs, s'étant aperçu que Moe éprouve une attirance pour la femme de Homer, Nigel décide de rapprocher le barman de son amour secret en promettant de lui offrir la vie de ses rêves...

## Réception
Lors de sa première diffusion l'épisode a attiré 2,34 millions de téléspectateurs.